# Ananda Gotrika
La dinastia Ananda Gotrika (també coneguts com a Anandes o Anandes Gotrikes i com a dinastia de Kandaraja) foren una nissaga de l'Índia que va governar la costa d'Andhra. La seva capital fou Kapotapuram i el seu govern es va estendre entre vers el 300 i el 425. La forma telugu de Kapotapuram és Pittalapuram. Avui dia el centre dels seus dominis correspon al districte de Guntur, i la capital es trobava al mandal de Chejerla. El seu símbol era una mona. Els reis portaven els títols de Krishnaveni Adipatulu i Trikuta Parvadathipatulu (Trikutaparvatam - kotappakonda).
Se suposa que eren feudataris dels Andhra Ikshvaku, i es van independitzar a la caiguda dels seus sobirans a la part final del segle iii. Van deixar tres inscripcions, la de Chezerla on el príncep Satsabhamalla esmenta com a rei al seu avi Prithviyuvasat Kanda Raja i que havia derrotat els seus enemics en una batalla lliurada a Dhanyakataka; la segona inscripció a Goruntla esmenta al rei Attivarma (Hiranyagarbodbava), un devot de Xiva (vankeshwara). I una tercera inscripció a Mattipadu esmenta al rei Damodara Varma (Hiranyagarbodbavodbava), que era budista però va fer donacions a temples hindús.
El temple hindú de Kapoteshwara o de Chazerla és atribuït a aquesta dinastia i seria el temple més antic d'Andhra Pradesh que encara subsisteix; hauria estat un temple budista després modificat i dedicat a Xiva.